# وينفريد اسبري
كانت عالمة الرياضيات وعالمة الكمبيوتر الأمريكية وينفريد «تيم» أليس اسبري (8 أبريل 1917 إلى 19 أكتوبر 2007). واحدة من حوالي 200 امرأة فقط حصلن على الدكتوراه في الرياضيات من الجامعات الأميركية خلال الأربعينيات من القرن الماضي، وهي فترة عانت من نقص تمثيل المرأة في الرياضيات على هذا المستوى.

## العائلة
ولدت اسبري في سيوكس سيتي في ولاية آيوا. كانت والدتها غلاديس براون اسبري، خريجة جامعة فاسار لعام 1905، ووالدها بيتر اسبري الابن ، كما كان لديها أخوين، الأكتينيدات والفلور الكيميائي المتخصص بالأكتينيدات و الفلور ارنيد ب. اسبري (1919-2005)، وهو الموقع على عريضة سزيلارد، والمؤرخ العسكري والكاتب روبرت ب. اسبري (1923-2009) الذي كرس العديد من كتبه إلى شقيقته وينفريد.

## الدراسة والعمل
عندما كانت طالبة في كلية فاسار، التقت اسبري بجريس هوبر الذي عرفها على علوم الحاسوب بينما كان يعمل على مشروع UNIVAC في فيلادلفيا. تخرجت اسبري من كلية فاسار في عام 1938.
حصلت اسبري على شهادة الماسترز ودرجة الدكتوراة من جامعة ولاية آيوا في عام 1942 و1945 على التوالي. ثم درَّست الرياضيات وعلوم الحاسوب في كلية فاسار لمدة 38 عاما، وتولت كرسي رئاسة قسم الرياضيات عام 1957. حتى تقاعدها في عام 1982. في عام 1963 بدأت دراسة مناهج علوم الكمبيوتر في كلية فاسار في عام 1967 وساعدت كلية فاسار لتصبح ثاني كلية في الولايات المتحدة الأمريكية التي تمتلك جهاز كمبيوتر (بنظام IBM / 360).

## وصلات خارجية
- Oral history interview مشروع التاريخ الشفوي لمدرسي الحاسبات (CEOHP)
- Profile معرض المبتكرين في كلية فاسار
- Winifred Asprey Papers قسم المحفوظات ومكتبة المجموعات الخاصة في كلية فاسار